# Sant Pere de les Puel·les
Sant Pere de les Puel·les (o Puelles) era un monestir benedictí de monges situat a la plaça de Sant Pere i al carrer de Sant Pere Més Alt de Barcelona, del que només en queda l'església, convertida en parròquia i catalogada com a bé cultural d'interès nacional.

## Història

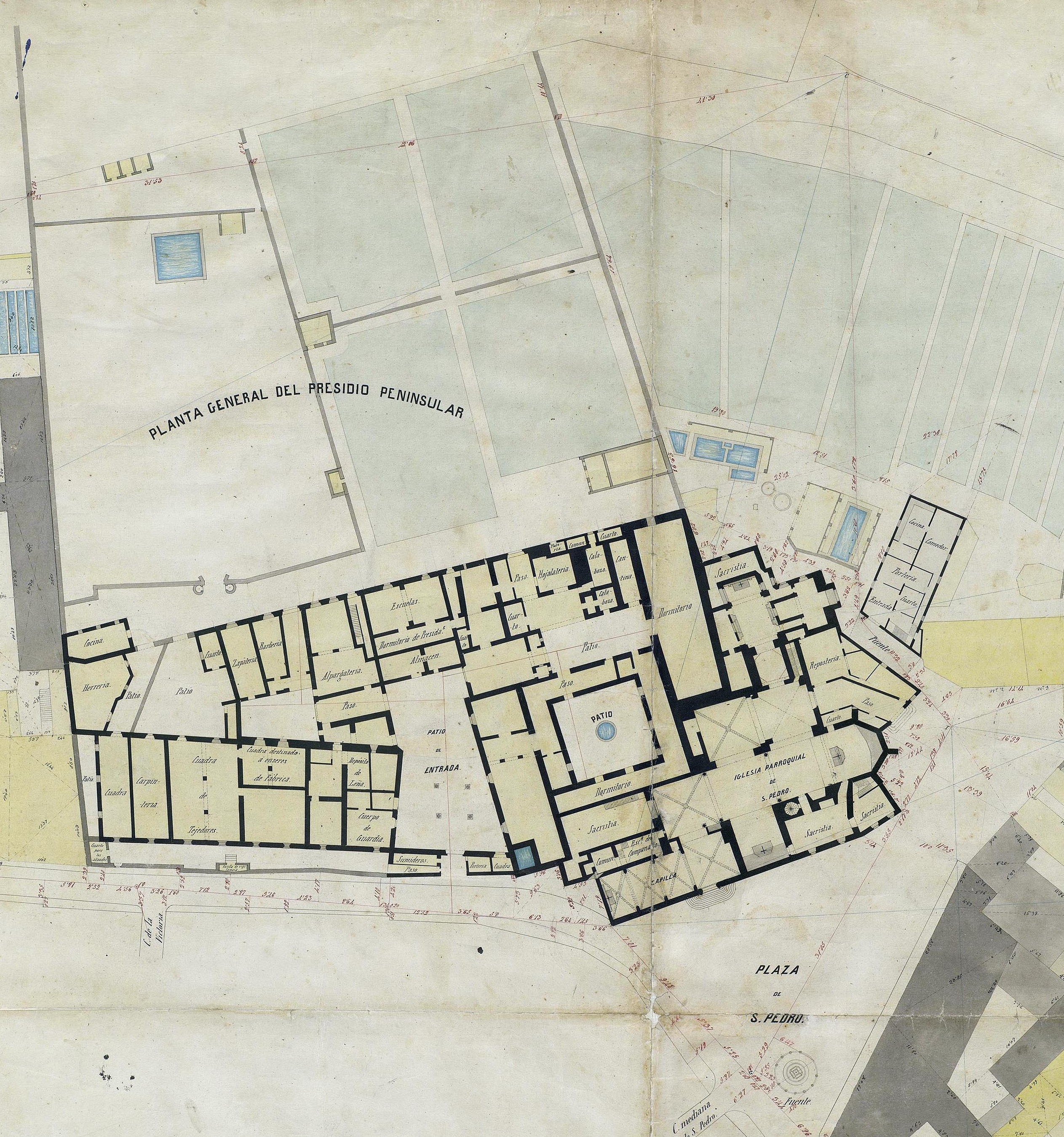
Planta del monestir als quarterons de Miquel Garriga i Roca (c. 1860)

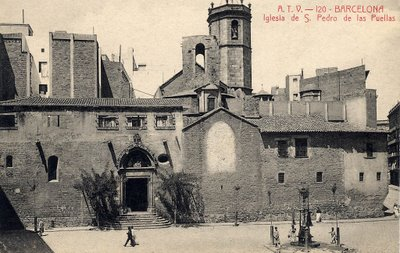
Sant Pere de les Puel·les abans de l'incendi de 1909. S'hi pot veure un braç del transsepte amb una finestra gòtica cegada, la portalada, la Torre dels Ocells sobre el cimbori, i el campanar setcentista al darrere

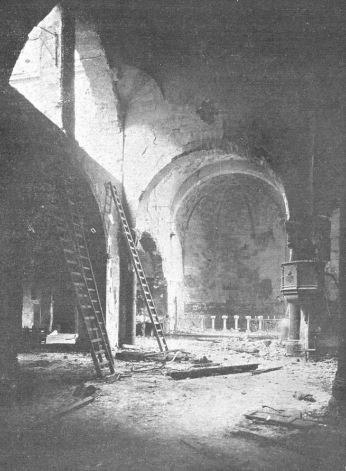
L'interior de l'església després de l'incendi de 1909

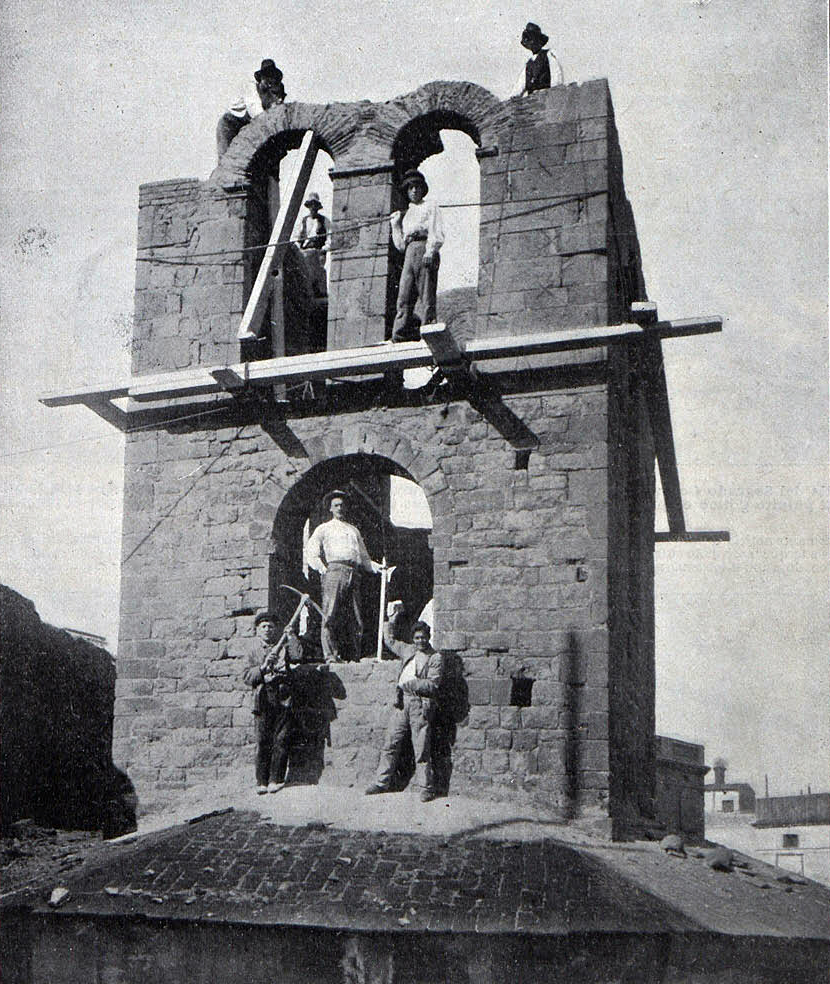
Enderrocament de la Torre dels Ocells l'estiu del 1909

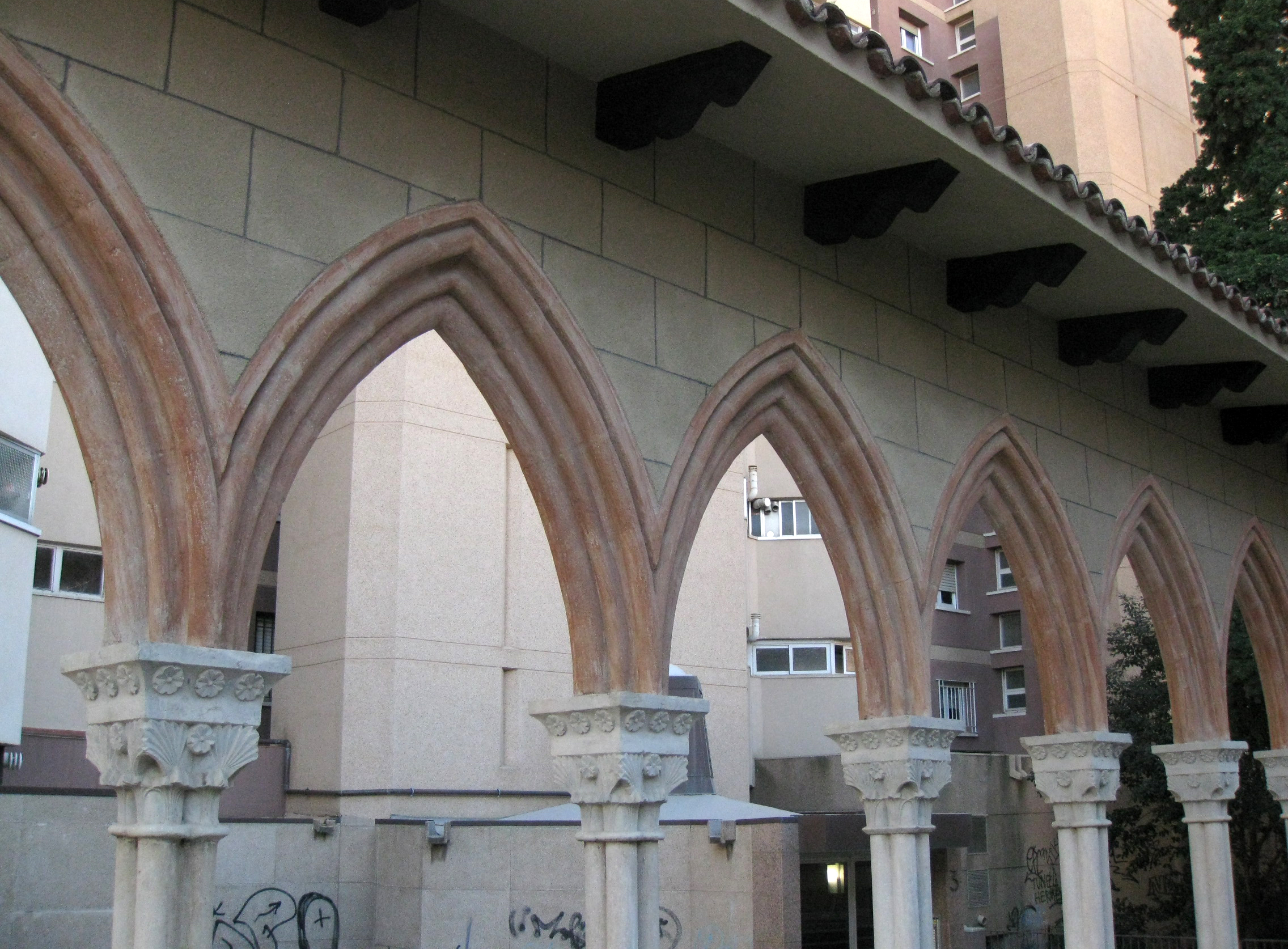
Arcs procedents del claustre superior al carrer de Sant Ignasi de Terrassa

El monestir va ser fundat durant la primera meitat del segle x pels comtes de Barcelona, Sunyer I i Riquilda de Tolosa, que van anomenar la seva filla Adelaida de Barcelona com a primera abadessa. El monestir fou ocupat per una comunitat de monges Benedictines, d'on prové el nom de les Puel·les, i l'església, que va reemplaçar l'anterior de Sant Sadurní (ja existent al segle ix i que quedà com a atri de la nova), va ser consagrada el 29 de juny del 945 pel bisbe Guilarà. El 985 fou destruït per la ràtzia d'Almansor, i refet pel comte Borrell II i el bisbe Vives.
El 1072, el monestir aconseguí del papa Alexandre II l'exempció de la jurisdicció episcopal i quedà sota la protecció de la Cúria Pontifícia. Un document del 13 d'agost del 1143 parla de les obres del primer claustre, que devien ser acabades quatre anys més tard, el 13 de gener del 1147, quan l'església fou novament consagrada gràcies a una donació de Trobada, vídua del moneder Guillem Bernat.
L'època de màxima esplendor fou cap al segle xiii, quan el cenobi posseïa unes 40 finques al Pla de Barcelona. El 1246 hi havia 49 monges, nombre que fou limitat a 52 per un decret de la Congregació Claustral Tarraconense per a facilitar-ne la supervivència.
La galeria gòtica del segon pis del claustre es va construir cap al 1322, gràcies a una aportació del rei Jaume II.
El monestir va ser afectat pels bombardejos durant el setge de 1697 en el marc de la Guerra dels Nou Anys, i novament en el de 1713-1714 durant la Guerra de Successió. El 1752 es va construir la Capella del Santíssim i un nou campanar.
El 1808, el monestir fou saquejat per les tropes franceses amb motiu de la Guerra del Francès, i el 1814 les monges van haver de refugiar-se al monestir de les Carmelites de Vilafranca del Penedès, mentre Sant Pere de les Puel·les era utilitzat com a presó. El 1828, la comunitat retornà al monestir, però en foren exclaustrades novament el 1835, i amb la desamortització de Mendizábal fou novament destinant a presó, excepte l'església, que fou destinada a parròquia.
El 1853, les monges van aconseguir el reconeixement de la propietat del monestir, i el 1858 es van poder traslladar a unes noves dependències situades al costat. El 1869, el governador civil Manuel León Moncasí va ordenar que s'incorporessin al convent de les Jerònimes. L'abadessa Amàlia de Tini i de Walsh hi va recórrer, i el 1873, el govern de la Primera República va reconèixer que el monestir no figurava entre els assenyalats per la Junta Revolucionària de 1868.
Mentrestant, ja havia començat l'enderrocament del claustre i de la resta de les dependències, a excepció de l'església parroquial, i la subhasta dels solars per a l'obertura del carrer de Méndez Núñez, on es construïren edificis com la casa Antoni Manent al carrer de  Sant Pere Més Alt, 61-63, obra de l'arquitecte Joan Torras i Guardiola. L'any següent, la comunitat va recuperar el que en quedava, i després d'obtenir l'autorització de la Santa Seu, el 1876 el van cedir a Domènec Sugrañes i Teresa Carbó a canvi que els construïssin un nou monestir al carrer d'Anglí de Sarrià, on es van traslladar el 1879 i encara hi romanen.
El 1883, els arquitectes Cristòfor Cascante i Eduard Mercader van projectar una reforma de l'església amb l'afegit d'un segon transsepte i noves columnes. El juliol del 1909, fou incendiada durant la Setmana Tràgica, i la Torre dels Ocells va ser enderrocada immediatament després. La restauració posterior fou obra de Mercader (1911), que en va modificar l'estructura i l'aparença interna i externa, fins al punt de fer-la semblar un palau neogòtic.
El 1936, durant l'esclat de la Guerra Civil, va ser cremada un altre cop. El 1945, novament restaurada, va ser reconsagrada, i el pintor muralista Felip Vall va pintar el sostre de la Capella del Santíssim.

## Edifici
Del conjunt monàstic només es conserva l'església, que ha sofert moltes transformacions. La façana, coronada per merlets, amaga els diferents elements que en formaven part, donant-los uniformitat, amb grans finestrals projectats a partir d'un del segle xv, encegat, que hi havia al mur del transsepte. Conserva la portalada d'entrada original, també del segle xv, amb una escultura gòtica de Sant Pere al timpà.
L'actual planta és basilical, tot i que s'hi pot identificar la part original en forma de creu grega, on es conserven les columnes exemptes amb capitells corintis del segle x (i d'altres afegides durant la restauració), i les voltes de canó i el cimbori del segle xii, sobre el qual es va aixecar al segle xiv un campanar quadrat, anomenat «Torre dels Ocells», actualment desaparegut. Hi ha restes d'impostes preromàniques en un espai cobert amb volta de creueria, al costat esquerre del presbiteri, que corresponen a l'antiga església de Sant Sadurní. Un petit espai cobert amb volta de canó, amb fragments de guixos renaixentistes, dona entrada a la Capella del Santíssim, del segle xviii, sobre la qual s'aixeca un campanar octogonal.
L'absis original, de planta poligonal, és del segle xv, però la restauració del 1945 li va donar una aparença romànica.
El monestir tenia un claustre de dos pisos, la planta baixa, del segle xii, romànic, i el primer pis, del xiv, gòtic. Del primer es conserven tres arcs, amb capitells esculpits, al Museu Nacional d'Art de Catalunya; altres fragments són a una finca particular de Sant Antoni de Vilamajor i al Museu Santacana de Martorell. Del segon es conserven deu arcs al carrer de Sant Ignasi, 1-3 de Terrassa.